# Pudlov (odbočka)
Pudlov (nebo též Odb Pudlov) byla odbočka, která se nacházela v km 277,676 dvoukolejné trati Kandřín-Kozlí – Bohumín mezi stanicemi Chałupki a Bohumín. V odbočce na tuto trať navazovala spojka z obvodu Bohumín-Vrbice. Odbočka se nacházela na katastrálním území Pudlov u ulice Na Chalupách.

## Historie
Odbočka byla dána do provozu 15. prosince 1909, kdy byla otevřena spojka, která umožňovala bezúvraťové jízdy mezi Ostravou a Annabergem (dnešní Chałupki). Odbočka zanikla k 1. prosinci 2005 v důsledku přestavby uzlu Bohumín, kdy se původní dvoukolejná trať změnila na dvě jednokolejky: Chałupki - Bohumín-Vrbice a Chałupki - Bohumín (osobní nádraží).
Podle plánů Správy železnic by mělo v roce 2028 dojít k znovuvybudování odbočky Pudlov.

## Popis odbočky
V letech před svým zánikem byla odbočka vybavena staničním zabezpečovacím zařízením typu TEST 22, které obsluhoval místně výpravčí ze stavědla odbočky. V odbočce byly celkem tři výhybky s elektromotorickým přestavníkem: č. 1 a 2 na spojce mezi traťovými kolejemi a č. 3 odbočná směr Vrbice. Odbočka byla kryta pěti světelnými vjezdovými návěstidly: 1L a 2L od Chałupek, 1BS a 2BS od Bohumína os. n., VS od Bohumína-Vrbice. Jízdy vlaků byly mezi odbočkou a Bohumínem zabezpečeny pomocí hradlového poloautomatického bloku, mezi odbočkou a Vrbicí pak pomocí reléového poloautomatického bloku. Přeshraniční jízdy z/do Chałupek byly zajištěny automatickým hradlem,  ale na základě mezinárodního ujednání s polskou stranou byla činnost hradla doplněna telefonickou odhláškou.